# ریموندا طویل
ریموندا حوا طویل (الگو:Raymond Hawa Tawil) ریموندا حوا طویل (Raymonda Hawa Tawil) در سال 1940 در عکا در فلسطین در خانواده‌ای برجسته از مسیحیان فلسطینی به دنیا آمد، او یک نویسنده، شاعر و روزنامه‌نگار فلسطینی است و مادر سها عرفات (همسر یاسر عرفات) می‌باشد.

## زندگی
ریموندا طویل شاعر، نویسنده و روزنامه‌نگار فلسطینی متولد ۱۹۴۰ است در عکا در خانواده ای برجسته از مسیحیان فلسطینی. او بخشی از دوران کودکی خود را در کنار خواهران کاتولیک فرانسوی گذراند. زندگی عمومی او با یک نمایش روشنفکرانه در نابلس در شمال کرانه باختری آغاز شد. در سال ۱۹۷۸، ریموندا حوا طویل یک خبرگزاری فلسطینی را در اورشلیم افتتاح کرد که مجله فلسطینی «بازگشت»(به عربی: العودة) را منتشر می‌کرد. به دلیل فعالیت‌های سیاسی اش به عنوان روزنامه‌نگار، با تصمیم نظامی اسرائیل، او به مدت شش ماه در حصر خانگی قرار گرفت. وی همچنین به دلیل فعالیت‌های به اصطلاح خرابکارانه در جریان درگیری با شهرک نشینان تازه‌وارد و تندروهای صهیونیست هوشیار به مدت چهل و پنج روز در زندان بود که در طی آن مورد ضرب و شتم شدید قرار گرفت. این تجربیات باعث شد تا با همکاری روزنامه‌نگار اسرائیلی پرتز کیدرون، دربارهٔ فلسطین بنویسد. او یک مسیحی بود که از کلیساهای فرقه‌های مختلف بازدید می‌کرد.

## سیاست
او که به سختی از یک حمله هدفمند که عاملان آن هرگز پیدا نشدند فرار کرد، به فرانسه گریخت. پس از آن که یاسر عرفات، رئیس سازمان آزادیبخش فلسطین در تونس، با سُها، دختر ریموندا طویل ازدواج کرد، در سال ۱۹۹۴، او به غزه بازگشت و در تأسیس تشکیلات خودگردان فلسطین شرکت کرد، در حالی که با دوستان فرانسوی و اسرائیلی خود بسیار نزدیک بود. در سال ۲۰۰۰، در آغاز انتفاضه دوم، او در رام‌الله، نه چندان دور از مقاطعه، مقر تشکیلات خودگردان، زندگی می‌کرد. او دفتری در کنار دفتر عرفات داشت که اغلب او را می‌دید. دولت اسرائیل تصمیم گرفت آزادی حرکت عرفات را محدود کند. تانک‌های ارتش اسرائیل مقاطعه را محاصره کرده و با بولدوزر منطقه را تا حدی تخریب کردند. یک ماه بعد وضعیت بدتر شد و شهرهایی که توسط تشکیلات خودگردان اداره می‌شد دوباره اشغال شدند. ریموندا طویل با زندگی در کنار رئیس‌جمهور به معتمد عرفات و آشنای نزدیک او تبدیل شد. او در هلیکوپتر اردنی که عرفات را برای ملاقات با ژاک شیراک به امان می‌برد همراه او بود. ریموندا طویل در مراسم خاکسپاری عرفات نیز شرکت کرد.
او از سال ۲۰۰۴ تا ۲۰۰۷ با دخترش سها عرفات در تونس زندگی می‌کرد. این خانواده توسط بن علی رئیس‌جمهور وقت تونس در اوت ۲۰۰۷ از خاک تونس اخراج شدند و متعاقباً به مالت پناهنده شدند. او در مورد تجربیات زندگی خود در دفترهایش خاطرات مانندی نوشت. یکی از نقل قول‌های او این بود: «این کشور عجیبی است که در آن زندگی می‌کنیم. قطع برق در تصویر اوست. فلسطین در شب است، محروم از نور چون آزادی. هر از گاهی نور برمی گردد. پس امید هم برمی گردد. و سپس همه چیز دوباره متوقف می‌شود، همه چیز خاموش است. در تاریکی، به دنبال کمی امید و آسایش. شمع‌ها روشن می‌شوند تا سعی کنند خود را متقاعد کنند که این‌طور نیست که همه چیز از دست رفته باشد. آیا این قرار است ادامه یابد؟ این به معنی پایان است؟»

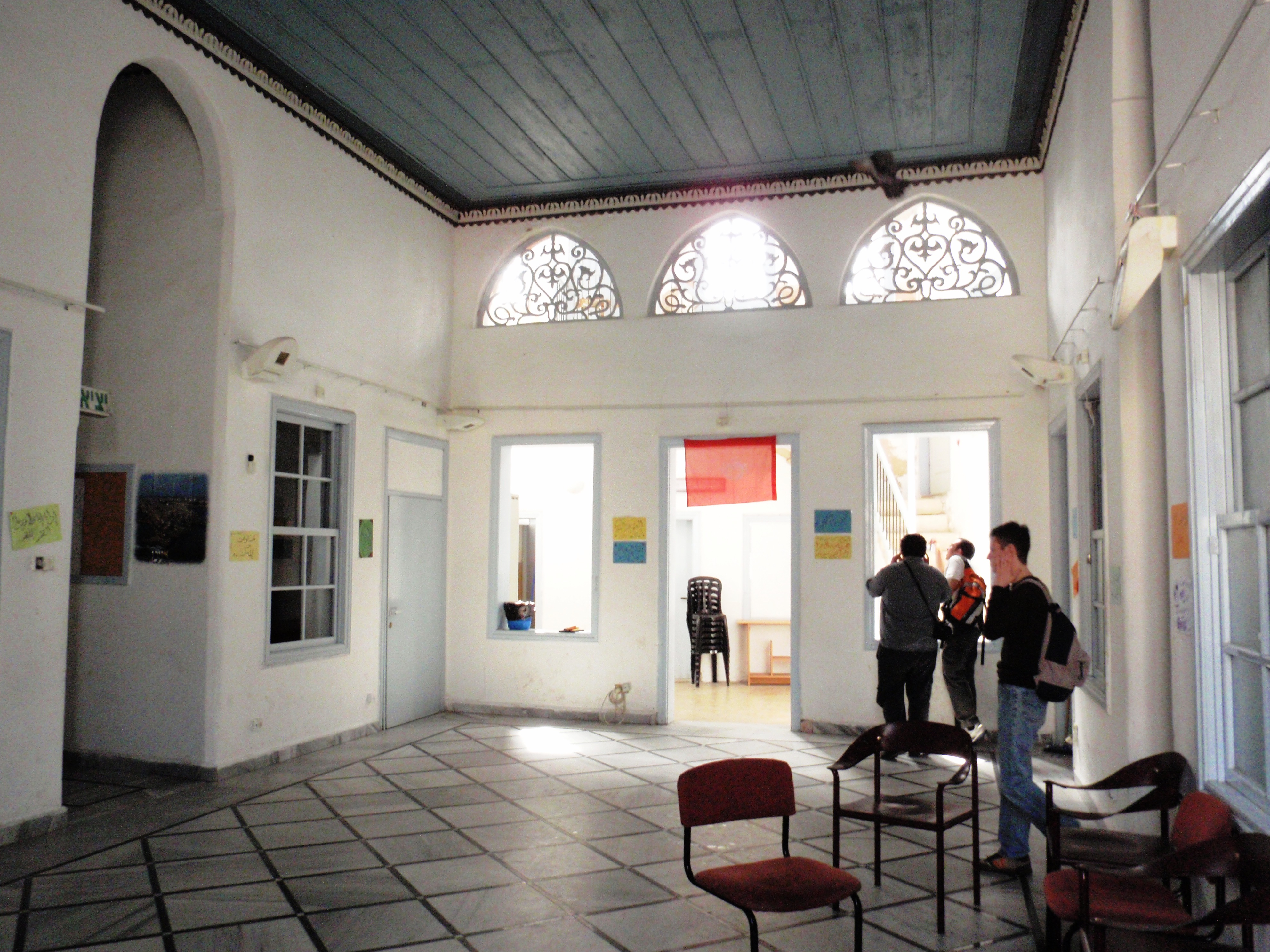
خانه دوران کودکی ریموندا حوا طویل در عکا، فلسطین (ایالت کنونی اسرائیل)، که در سال ۱۹۴۸ توسط اسرائیلی‌ها تصرف شد و به یک مرکز جوانان تغییر کاربری داد.

## کتاب‌های منتشر شده
فهرست شده با نسخه اصلی فرانسوی اول، و نسخه انگلیسی دوم:
- ۱۹۷۹: کشور من، زندان من: زنی از فلسطین (به فرانسوی: Mon pays, ma prison, une femme de Palestine). پاریس.
  - ۱۹۸۰: وطنم، زندان من (به انگلیسی: My Home, My Prison).
- ۲۰۰۱: فلسطین، داستان من (به فرانسوی: Palestine, mon histoire). پاریس.